# Index jižní oscilace
Index jižní oscilace (anglicky Southern Oscillation Index, zkratka SOI) vyjadřuje rozdíl mezi atmosférickým tlakem mezi australským Darwinem a Tahiti ve středním Pacifiku, což ukazuje stav jižní oscilace, především relativní sílu nebo slabost Walkerovy cirkulace.
Index jižní oscilace poprvé představil britský meteorolog Gilbert Walker. Ve 30. a 40. letech 20. století se Walker podrobně zabýval meteorologickými procesy, podle kterých sestavil postup k předpovědi síly monzunového proudění v oblasti Bengálského zálivu. Účelem bylo zjistit, jestli budou monzunové deště stačit, aby nenastal hladomor.
K určení indexu Walker naměřené hodnoty průměroval za čtvrtletí, dnes se tak činí každý měsíc, za účelem zhodnocení a určení odchylky na škále. Odchyluje-li se výsledek po více měsíců jedním směrem, o více než 7 nebo o méně než -7, dochází tak k jevu El Niño respektive La Niña.